# Embalse Ing. Generoso Campilongo
El Embalse Ing. Generoso Campilongo es un embalse y represa ubicado en Calabozo, estado Guárico, Venezuela. La represa también recibe el nombre del ingeniero de origen italiano que dirigió la obra, embalse “Ing. Generoso Campilongo”. que anteriormente se llamaba Embalse del Guárico.
El embalse sirve como sistema de riego para una extensa zona arrocera, donde es conocido como el Sistema de riego del Río Guárico. Este sistema sirve también para el control de las inundaciones por lluvias extremas en los llanos bajos o para la zona sur. Inaugurada en 1957 por Marcos Pérez Jiménez es una de las mayores obras construidas en Venezuela.

## Historia
El Embalse del Guárico es una de las mayores obras construidas durante el gobierno de Marcos Pérez Jiménez. Los llanos venezolanos, principalmente Calabozo, en el estado Guárico se veía azotada por una sequía que atentaba contra los cultivos de la región y aumentaba la mortalidad de la ganadería. La idea inicial para la explotación de estas tierras lo constituye un plan lechero, parcelas entregadas y explotadas por un total de 68 familias que integraban una cooperativa, llegando a sembrar una superficie de 300 hectáreas (741,3 acre) de arroz a manera de ensayo de adaptabilidad de las variedades existentes a la zona y su rentabilidad con respecto a la explotación ganadera. El estudio y proyecto del Sistema De Riego del Río Guárico tuvo sus inicios en enero del año 1953. El Ministerio de Obras Públicas hizo una investigación para elaborar la represa del Guárico, con la instrucción de realizar un estudio agrológico de la zona, para determinar su potencialidad. En vista que Calabozo estaba cerca del río Guárico, se hizo el trabajo de cortar la dirección del río, ya que antes solo se podía ir en barco para extraer el agua. 

La reforma agraria esta destinada al provecho social de determinadas clases y al logro de una producción beneficiosa resultante de la conjunción de tierras más aptas con gentes más aptas, debidamente dotadas con medios  para el trabajo.
Marcos Pérez Jiménez.[cita requerida]

Para el mes de diciembre de 1953, bajo los decretos #66, de fecha 19/12/53 y el #24321, con fecha 24/12/53, se aprobó la expropiación de los inmuebles ubicados en el área potencial a desarrollar del sistema de riego, específicamente 55 500 hectáreas (137 143,4 acre), previéndose 28 500 hectáreas (70 425 acre) para el embalse y para la zona de riego.
El levantamiento topográfico de las obras se inició a comienzos de 1954 y 1955, siendo el 2 de febrero de 1954 la fecha en que se colocó la primera piedra:
“Los organizadores del acto habían colocado una enorme piedra, en una terraza hecha a máquina, en la orilla izquierda del río Guárico, frente a donde hoy esta la primera compuerta. Un Caterpillar 14-A empujaría la piedra al sitio en donde se construiría el aliviadero y sus compuertas”.

## Construcción
La ceremonia de la primera piedra ocurrió el 2 de febrero de 1954 para el Sistema de Riego Río Guárico, presidido por los ministerios de Obras Públicas y Agricultura y Cría. Para esta fecha, calabozo contaba con una población de 3.500 y fue impactada por un similar número de personas adicionales involucradas con el proyecto y construcción de la obra. Del terreno topografiado para el proyecto 108 000 hectáreas (266 873,6 acre) se designaron para riego y del área comprendida para el embalse, 23 150 hectáreas (57 204,8 acre) se topografiaron para el embalse propiamente dicho.
En este lapso se aprovecharon los meses de la estación seca para mover 11 600 000 metros cúbicos (3 064 395 632,4 galAm) con un total de 980 máquinas en jornadas de máximo rendimiento llegando a colocarse aproximadamente 110 000 metros cúbicos (29 058 924,1 galAm) de terraplén compactado. El núcleo de la represa es impermeable y cuenta con espaldones de gravilla arcillosa con protección encorado y aludes.
Para el 3 de noviembre de 1956, 33 meses después del inicio del proyecto, se finalizaron las obras, la cual tuvo un costo total de Bs. 408.536.776,04  destinándose para la presa Bs. 179.782.132,86, y la expropiación de 15 hatos Bs. 18.368.812,58 las obras de riego Bs. 153.162.421.400,40 y operación y mantenimiento Bs. 26.000.000,00.
El 19 de diciembre de 1956 fue puesta en funcionamiento del Sistema de Riego Río Guárico,: 34  el cual se desarrolló en el sector ubicado a ambas márgenes de la carretera nacional Calabozo - San Fernando, con una propuesta para la explotación ganadera de un 70% y agrícola en un  30% de la superficie, a cada parcela se le construyó una vivienda con sus servicios y además de contar con otras  instalaciones como vaqueras y galpones.

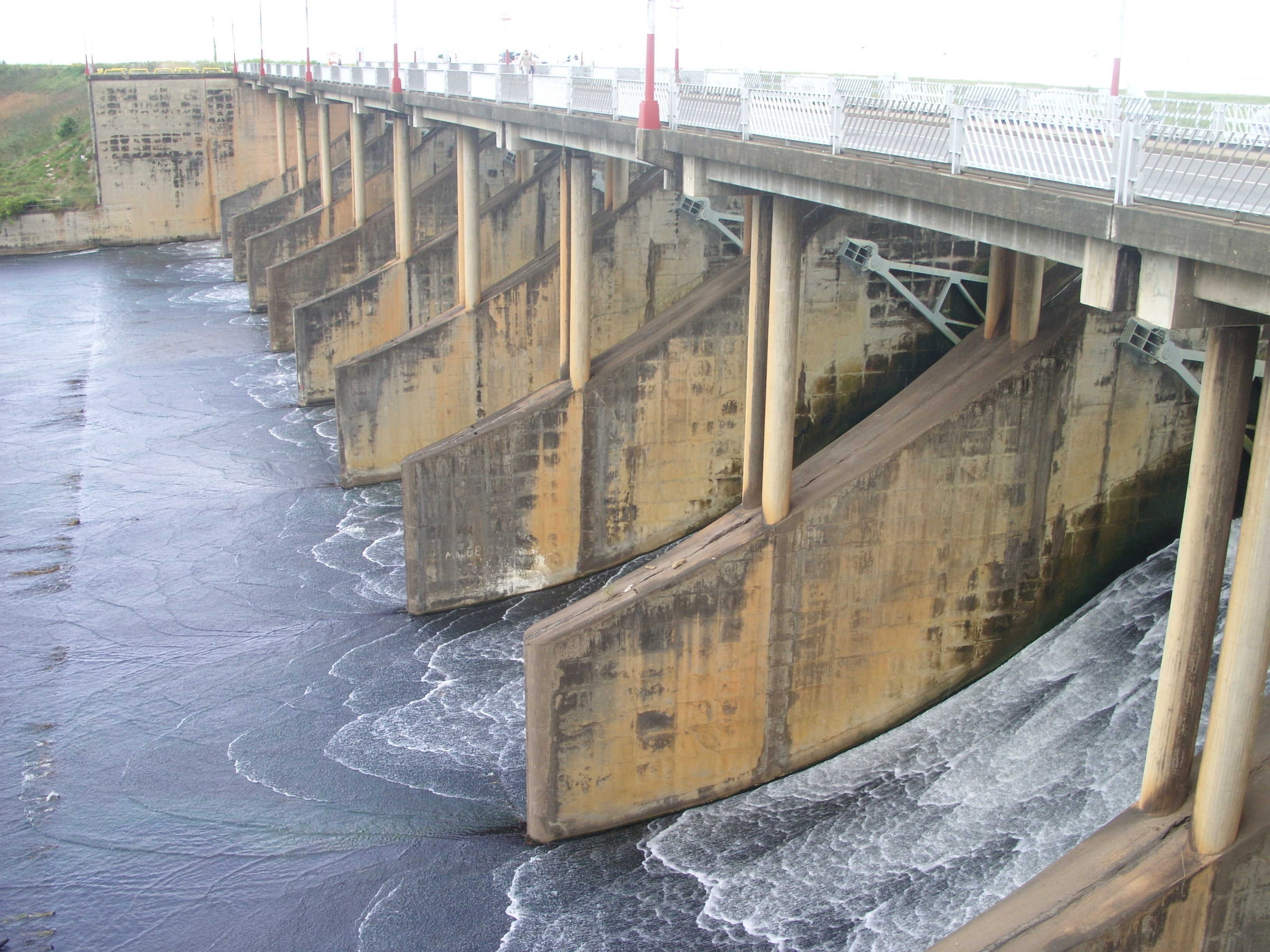
Embalse del Guárico

## Uso
En el año 1957, se da inicio a la primera temporada de riego con un total de 925 has regadas, ubicadas en tramo comprendido entre la caja disipadora y el chuto.
Para fines de 1958, motivada a presiones que hacían algunos campesinos y grupos de desempleados procedentes de compañías particulares, el IAN procedió a estudiar las solicitudes y siendo para enero de 1969 la adjudicación de las parcelas 171 y 245, de forma provisional.
Para noviembre del año 1959, se funda el asentamiento campesino Lecherito I, con 96 familias, siendo 34 familias de las fundadoras originarias, más 62 familias que fueron seleccionadas. La denominación que se les dio fue de “Asociación de pequeños productores de Lecherito I” previéndose que los campesinos trabajasen en forma de cooperativa, por un año para que se adecuasen  al nuevo cultivo, para luego vencido el periodo se distribuyesen en seis grupos de 16 familias cada uno. Siendo esta la distribución predominante hoy en día. 
Para  el año de 1960 se amplia el asentamiento Lecherito I, como consecuencia de la invasión de tierras colindantes por parte del grupo de campesinos. En 1968 se urbanizaron las regiones invadidas por el exceso de habitantes de Lecherito I. Para finales de 1962 se funda Lecherito II en este espacio colindante.
Con el decreto 1.979 de fecha 08/05/1980 la represa Río Guárico, paso a llamarse presa “Ingeniero Generoso Campilongo”. Su zona de riego incluyen las sabanas al oeste de la ciudad de Calabozo en las cuencas del río Guárico y río Tiznados.
Para el año 1982, se dio inicio al desarrollo de  las zonas de influencia de los canales laterales B4 y B6, con una longitud de 3 km cada uno. La red de distribución también incluyen los laterales, sublaterales B3 y acequías de riego.
En la actualidad se encuentran asentados en el área de la poligonal del Sistema de Riego Río Guárico, 930 productores ubicados en 246 parcelas.[cita requerida]

## Importancia
El embalse distribuye agua a todo el Estado Guàrico, y cuando está seca se hace difícil conseguir agua para los campesinos ya que se distribuye prioritariamente a los agricultores y  luego es suministrada a las poblaciones locales. Cuando el agua de la represa baja, puede ser un obstáculo ya que no llega agua suficiente. Y en días de lluvia las compuertas se abren para que no se desborde el agua.
En 1983 se habían financiado aproximadamente 3000 hectáreas (7413,2 acre) de arroz en el sector de Lecherito I y II.